# Patricia Kennealy-Morrison

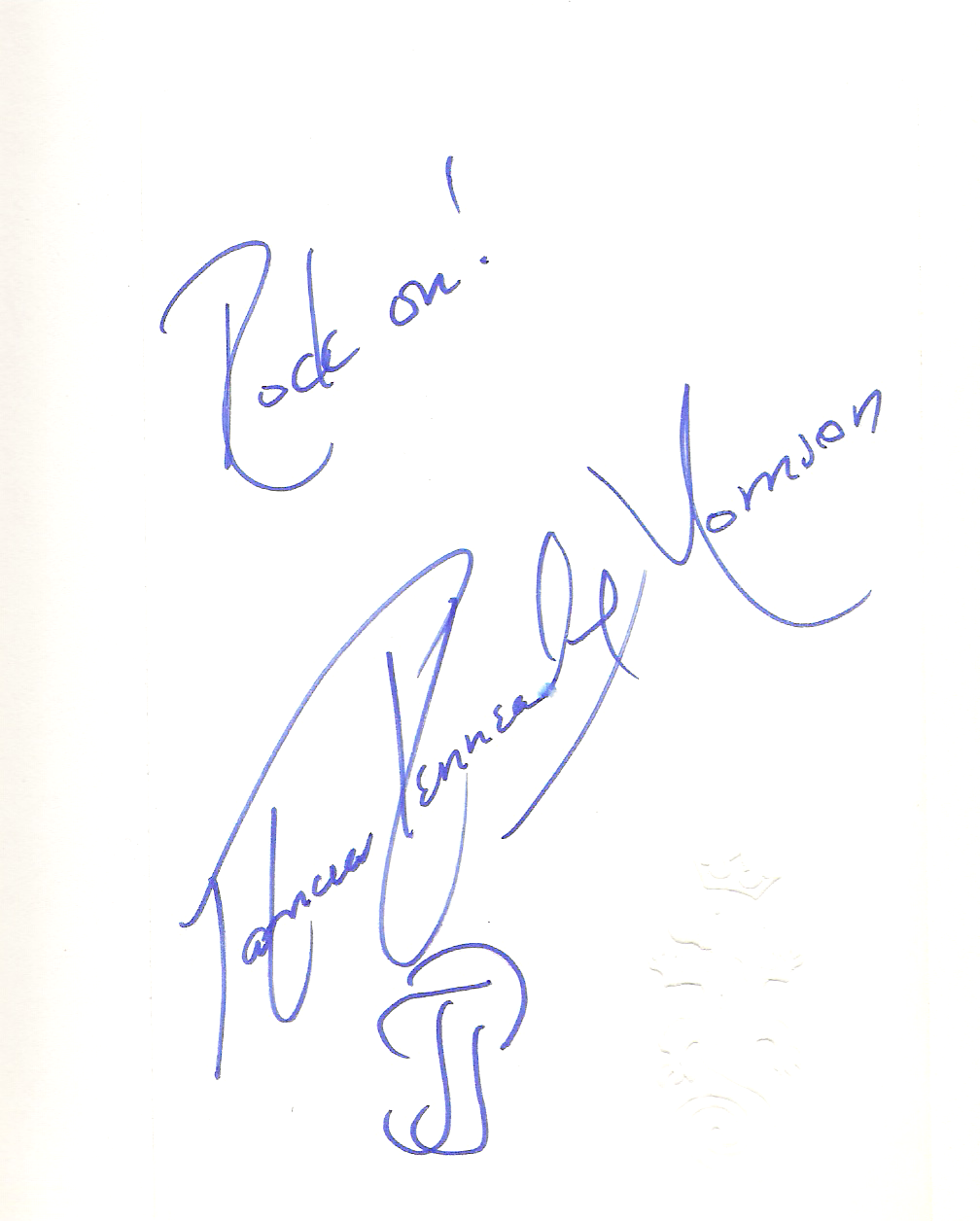
Autogramm von Patricia Kennealy-Morrison

Patricia Kennealy-Morrison (* 4. März 1946 als Patricia Kennely in Brooklyn, New York; † 23. Juli 2021 in New York) war eine US-amerikanische Schriftstellerin, Journalistin und Rockkritikerin.

## Leben
Ihre Jugend verbrachte sie auf Long Island in der Ortschaft North Babylon. Als ältestes von vier Kindern, zwei Mädchen und zwei Jungen, wuchs sie in einer streng traditionellen irisch-katholischen Familie auf. Ihr Vater war während des Zweiten Weltkrieges Kriegsgefangener in Deutschland und übernahm nach seiner Rückkehr eine leitende Funktion in einem lokalen Rüstungsbetrieb. Ihre Mutter arbeitete als Aquarell- und Glasmalerin.
Noch unter dem Namen Kennely besuchte sie ein College im Westen des Staates New York. Anschließend verbrachte sie zwei Jahre auf der St. Bonaventure University, wo sie das Examen in Journalistik als Hauptfach ablegte. Danach ging sie aufs Harpur College (heute Binghamton University), wo sie das Studium im Juni 1967 mit einem Bachelor in englischer Literatur abschloss.
Nach dem Studium zog sie nach New York City, wo sie zunächst als redaktionelle Mitarbeiterin für einen örtlichen Verlag arbeitete. Von 1968 bis 1971 war sie Chefredakteurin des landesweiten Magazins Jazz & Pop und war somit in den 60er Jahren eine der ersten weiblichen Rockkritikerinnen. In dieser Tätigkeit traf sie im Januar 1969 zum ersten Mal Jim Morrison, den Sänger der amerikanischen Band The Doors, mit dem sie ein Interview führte. Nach dem Interview begann zwischen ihnen eine enge Freundschaft. Kennely heiratete Morrison am 24. Juni 1970 in Anwesenheit zweier Zeugen in einer keltischen Hochzeitszeremonie (handfasting). Kennely hatte nach ihren Angaben die von allen vier Anwesenden unterschriebenen Hochzeitsdokumente in ihrem Besitz. Nach dem Gesetz war diese Hochzeit nicht rechtswirksam. Im Jahr 1979 ließ sie ihren Nachnamen rechtsgültig von „Kennely“ in „Kennealy“ abändern, um ihr keltisches Erbe zu erhalten. Zusätzlich nahm sie vor dem Gesetz den Namen „Morrison“ an, den sie seit der Heirat benutzte.
Sie lebte zuletzt als Schriftstellerin in New York City. Sie war unter anderem die Autorin der Fantasy-Reihe Keltiade (darunter Die Kupferkrone, Der Silberzweig, Des Falken graue Feder).
Ihre Autobiographie, u. a. über ihre Zeit mit dem Doors-Sänger Jim Morrison, trug im Original den Titel Strange Days –  My Life With And Without Jim Morrison, die deutsche Übersetzung hieß dagegen Strange Days – Mein Leben mit Jim Morrison (sic!). Das Werk wurde von der Presse als das „erste gute Buch“ über den Rockstar gelobt.
Bei Oliver Stones Film The Doors diente sie als Beraterin und spielte eine kleine Rolle als Hohepriesterin, die Jim und Patricia (dargestellt von Val Kilmer und Kathleen Quinlan) verheiratete. Nach Aufführung des Films übte sie scharfe Kritik an der Darstellung Morrisons. Die Autorin war Mitglied des Templerordens und Priesterin in einem keltischen Zirkel.

## Werke

### Belletristik

#### Keltiade
- Die dreizehn Schätze von Keltia, Heyne-Verlag, 1987 ISBN 3-453-02429-X, auch erschienen als: Die Kupferkrone, Heyne-Verlag, München 1989, ISBN 3-453-03494-5.
- Der Thron von Scone. Heyne-Verlag, München 1989, ISBN 3-453-03495-3.
- Der Silberzweig. Heyne-Verlag, München 1990, ISBN 3-453-04508-4.
- Des Falken graue Feder. Heyne-Verlag, München 1990, ISBN 3-453-05034-7.
- Die Königseiche. Heyne-Verlag, München 1998, ISBN 3-453-14033-8.
- Die Nebelhecke. Heyne-Verlag, München 1998, ISBN 3-453-14040-0.
- Schwarzmantel. Heyne-Verlag, München 1999, ISBN 3-453-14939-4.

#### The Rennie Stride Mysteries: The Rock & Roll Murders (Auswahl)
- Ungrateful Dead: Murder at the Fillmore. Lizard Queen Press, New York 2007, ISBN 978-0-615-16262-1.
- California Screamin': Murder at Monterey Pop. Lizard Queen Press, New York 2009, ISBN 978-0-578-02470-7.

### Sachbuch
- Strange Days – My Life With And Without Jim Morrison. Dutton, New York 1992, ISBN 0-525-93419-7 (englisch, 492 S.).
- Strange Days – Mein Leben mit Jim Morrison. vgs, Köln 1998, ISBN 978-3-8025-2522-3 (500 S.).
- Rock Chick – A Girl And Her Music. Lizard Queen Press, New York 2013, ISBN 978-0-615-85232-4 (englisch, 325 S.).
- Rock Around The Cock. In: Evelyn McDonnell, Ann Powers (Hrsg.): Rock She Wrote: Women Write About Rock, Pop, and Rap. Delta, New York 1995, ISBN 0-385-31250-4, S. 357–363 (englisch, archive.org).

### Beraterin und Filmrolle
- The Doors (1991) Spielfilm von Oliver Stone mit Val Kilmer und Meg Ryan